# Округ Тејлор (Флорида)
Тејлор (енгл. Taylor County) је округ у америчкој савезној држави Флорида. По попису из 2010. године број становника је 22.570.

## Демографија
Према попису становништва из 2010. у округу је живело 22.570 становника, што је 3.314 (17,2%) становника више него 2000. године.
| Група             | 2000.          | 2010.          |
| Белци             | 14.817 (76,9%) | 16.483 (73,0%) |
| Афроамериканци    | 3.666 (19,0%)  | 4.669 (20,7%)  |
| Азијати           | 85 (0,4%)      | 153 (0,7%)     |
| Хиспаноамериканци | 295 (1,5%)     | 777 (3,4%)     |
| Укупно            | 19.256         | 22.570         |